# Tridentiger barbatus
Tridentiger barbatus — вид риб родини Оксудеркових (Oxudercidae). Поширена біля узбережжя Японії, Китаю, Кореї, Тайваня, Гонконгу. Придонний, солонуватоводний вид, сягає 5,2 см довжиною.